# Ганбарел (Колорадо)
Ганбарел (енгл. Gunbarrel) насељено је место без административног статуса у америчкој савезној држави Колорадо.

## Демографија
По попису из 2010. године број становника је 9.263, што је 172 (-1,8%) становника мање него 2000. године.
| Група             | 2000.         | 2010.         |
| Белци             | 8.521 (90,3%) | 8.227 (88,8%) |
| Афроамериканци    | 127 (1,3%)    | 102 (1,1%)    |
| Азијати           | 258 (2,7%)    | 326 (3,5%)    |
| Хиспаноамериканци | 362 (3,8%)    | 392 (4,2%)    |
| Укупно            | 9.435         | 9.263         |